# Fake (JY의 노래)
Fake(フェイク)는 강지영의 일본 세 번째 싱글앨범이다.

## 개요
- 네 번째 싱글 《恋をしていたこと》 과 동시에 발매했다.[1]
- 수록곡 ブギウギ는 MBS/TBS 드라마 《친애하는 민박님》의 주제가이다.[2]
- 수록곡 《Crazy Love》는 야마구치 모모에의 노래를 리메이크한 것이다.

## 수록곡
1. Fake(フェイク)
  - 작사 : 아키 요코 작곡 : 야마모토 카츠히코 편곡 : 후쿠다 타카시
2. ブギウギ
  - 작사 • 작곡 : 쿠로사키 준
3. Crazy Love
  - 작사 • 작곡 : 이노우에 요스이
4. フェイク -instrumental-

## 첫회 한정반

### DVD
1. フェイク (Music Video)
2. Making of フェイク
3. フェイク (Teaser Trailer)
4. 夢先案内人 (Music Video)